# Дорогожицька вулиця
Дорогожи́цька ву́лиця — вулиця у Шевченківському районі міста Києва, місцевості Сирець, Лук'янівка. Простягається від вулиці Юрія Іллєнка до вулиць Парково-Сирецької та Ризької.
Прилучаються вулиці Ґарета Джонса, Оранжерейна, Праведників і Олени Теліги.

## Історія
Виникла у 1-й чверті XX століття, була частиною Табірної вулиці. 
У 1895 від Лук'янівської площі до Сирецьких військових таборів по ній було прокладено лінія трамваю, режим роботи був сезонним — тож узимку вагони не курсували. У 1910 році маршрут отримав 21-й номер. Під час Першої світової війни, у 1916 році, внаслідок дефіциту рухомого складу, 21-й маршрут був закритий і вже більше ніколи не відновлювався.
У 1869—1922 і 1944—1957 роках назву Дорогожицька (за окремими джерелами — Велика Дорогожицька) мала сучасна вулиця Юрія Іллєнка, а назву — Мала Дорогожицька — кінцева частина сучасної вулиці Герцена.
У 50-ті роки частина вулиці від кладовищ до Київської дитячої залізниці являла собою алею, обсаджену старими тополями — певно, ще під час функціонування тут військових таборів.
Близько 1960 р. по вулиці було влаштоване асфальтове покриття і запущено тролейбусний рух 16 маршруту.
Сучасну назву отримала в 1961 році, від історичної місцевості Дорогожичі. У 1970-ті роки XX століття 1-й квартал Дорогожицької вулиці був відомий як Мотоциклетна вулиця (від розташованого вздовж неї Мотоциклетного заводу, назва з — 1959 року, ліквідована — 1977 року).
У 1975 році від вулиці відокремлено Парково-Сирецьку вулицю (тоді під назвою вулиця Тимофія Шамрила). Сучасна забудова вулиці — з середини XX століття.
На деяких вказівниках, розміщених на вулиці, подано помилкову форму її назви — вулиця Дорогожицького, що побутує в розмовному мовленні.

## Установи та заклади
- Лук'янівський державний історико-меморіальний заповідник:
  - Лук'янівське кладовище (№ 7);
  - Лук'янівське військове кладовище (№ 8);
  - Храм святих Новомучеників та Сповідальників (№ 7);
- Київська медична академія післядипломної освіти імені Платона Шупика (№ 9);
- Концерн РРТ, Київська телевежа (№ 10);
- cанаторна загальноосвітня школа-інтернат № 20 для дітей з малими та реактивними (фаза угасання) формами туберкульозу (№ 20/2 вул. Глаголєвих).

## Пам'ятні знаки і мурали
- Пам'ятний знак початку «Дороги смерти». На розі з вулицею Ю. Іллєнка. Скульптор Костянтин Скритуцький, відкрито 3 жовтня 2011 року під час відзначення 70-х роковин трагедії Бабиного Яру. На камені біля бетонної брили із символічними відбитками людських ніг — напис: «Тут починалась «Дорога смерті», якою 29 вересня 1941 р. фашисти гнали євреїв в Бабин Яр».
- Пам'ятник радянським громадянам та військовополоненим солдатам і офіцерам Радянської армії, розстріляним німецькими фашистами у Бабиному Яру. Скульптори М. Лисенко, В. Сухенко, О. Вітрик, архітектори А. Ігнащенко, Л. Іванченко, В. Іванченков. Відкрито 2 липня 1976 р.
- Пам'ятник жертвам нацизму («пам'ятник остарбайтерам»). На розі вулиці Праведників. Стела містить символічне зображення концтабору та написи «Пам'ять заради майбутнього» і «Світові, знівеченому нацизмом»; апостроф у слові «Пам'ять» зроблено у вигляді латинської літери «u» («українці») зі штампом «Ost» («остарбайтери»). На камені біля монументу — напис: Вклонімося пам'яті 3 мільйонів громадян України, насильницьки вивезених від час другої світової війни до нацистської Німеччини, багато з яких було замордовано непосильною рабською працею, голодом, катуваннями, страчено та спалено в печах крематоріїв. Автори — П. Боцвін, Т. Давидова. Встановлений у 2005 р. коштом організації «Українська спілка в'язнів — жертв нацизму».[5]
- Пам'ятник підпільниці, Герою України Тані Маркус. На розі вулиці вулиці Олени Теліги. Скульптор Валерій Медведєв. Відкрито 1 грудня 2009 року.[6]
- Мурал на честь загиблого захисника України, вихованця ДЮФШ «Динамо», лицаря ордена «За мужність» ІІІ ступеня (посмертно) Дмитра Півня, позивний Птаха (1987—2022). На торці житлового будинку № 15-В.[7][8]

## Зображення

Пам'ятний знак початку «Дороги смерти»
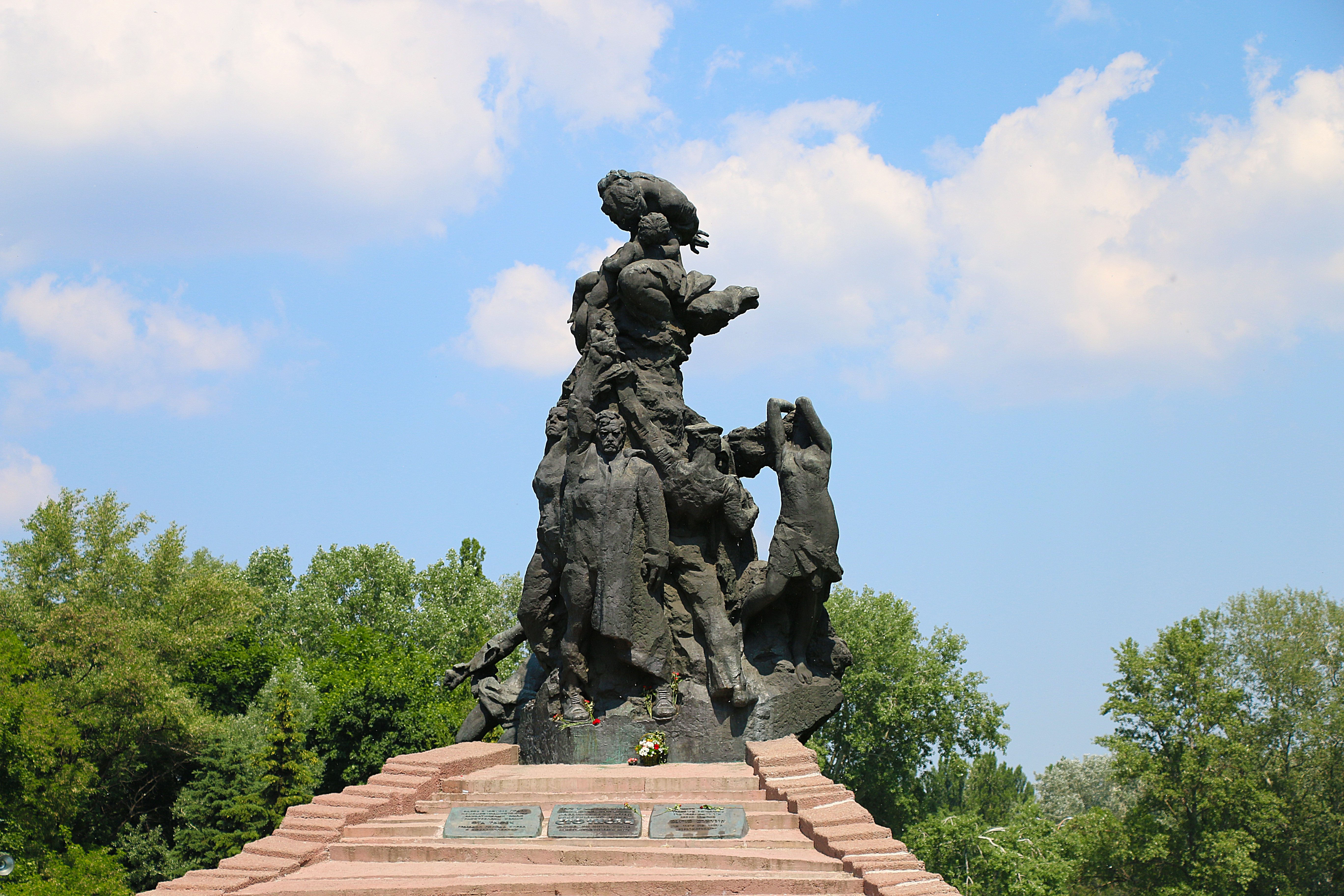
Пам'ятник радянським громадянам та військовополоненим солдатам і офіцерам Радянської армії, розстріляним німецькими фашистами у Бабиному Яру
Пам'ятник остарбайтерам
Пам'ятник Тетяні Маркус
Мурал на честь Дмитра «Птахи» Півня (буд. № 15-В)
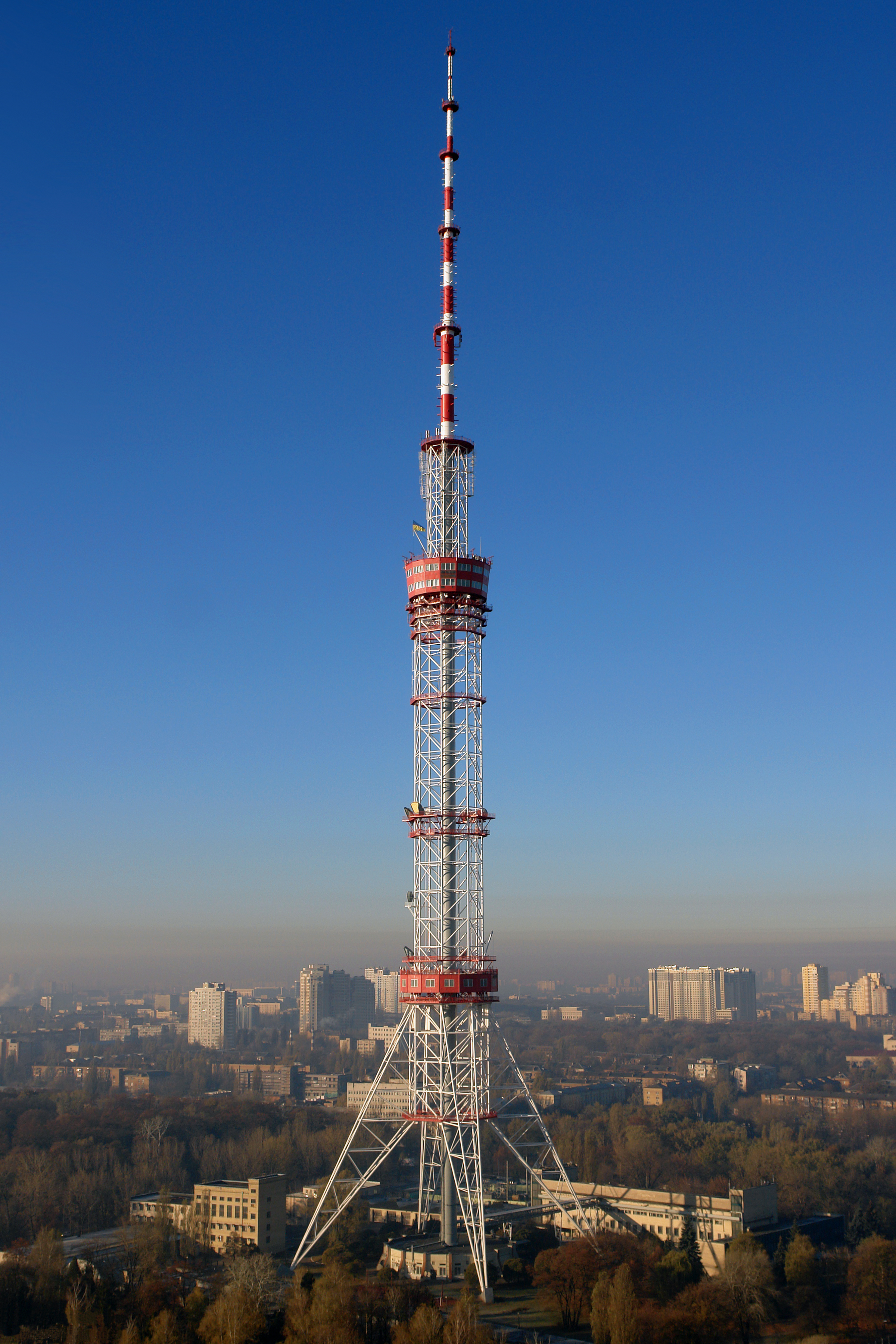
Київська телевежа
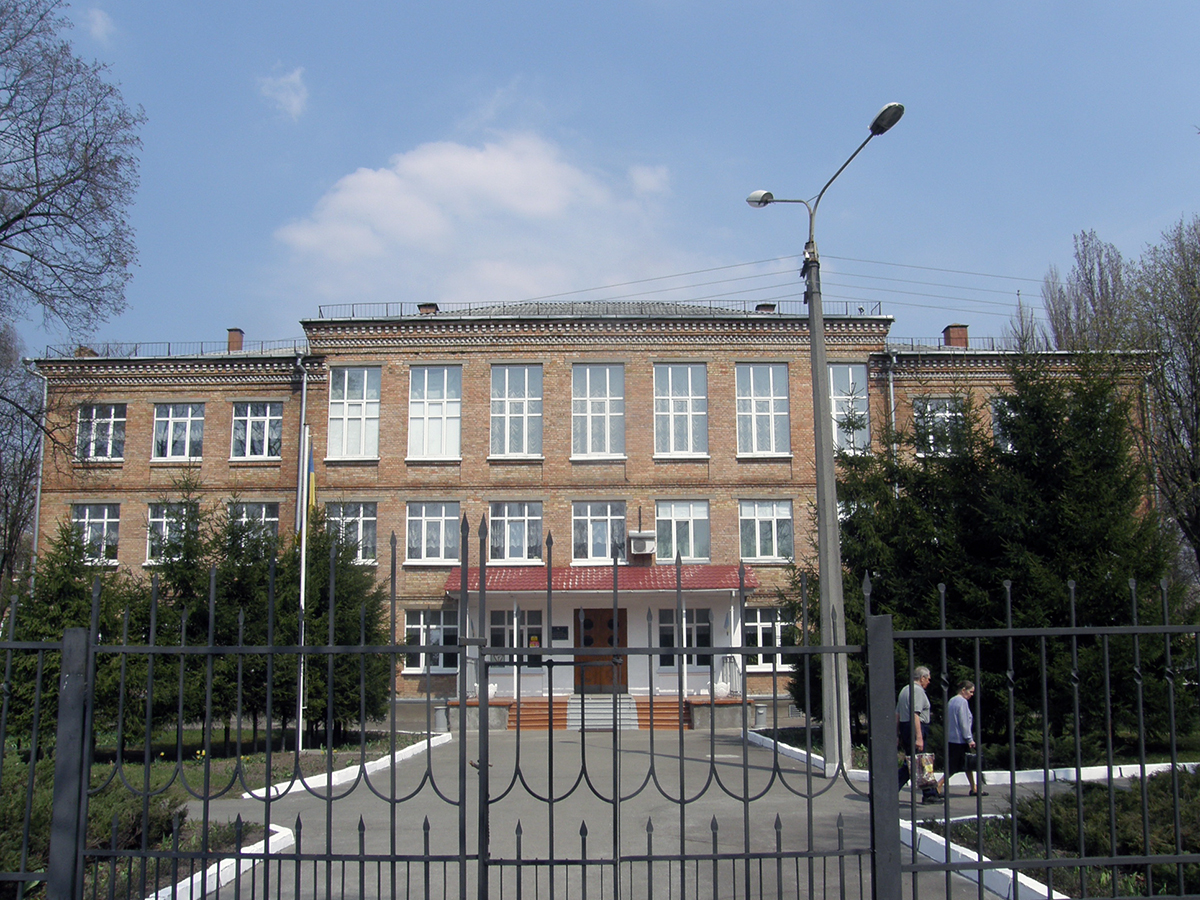
інтернат № 20 для туберкульозних, типовий проєкт 2-02-73, 1961 р.
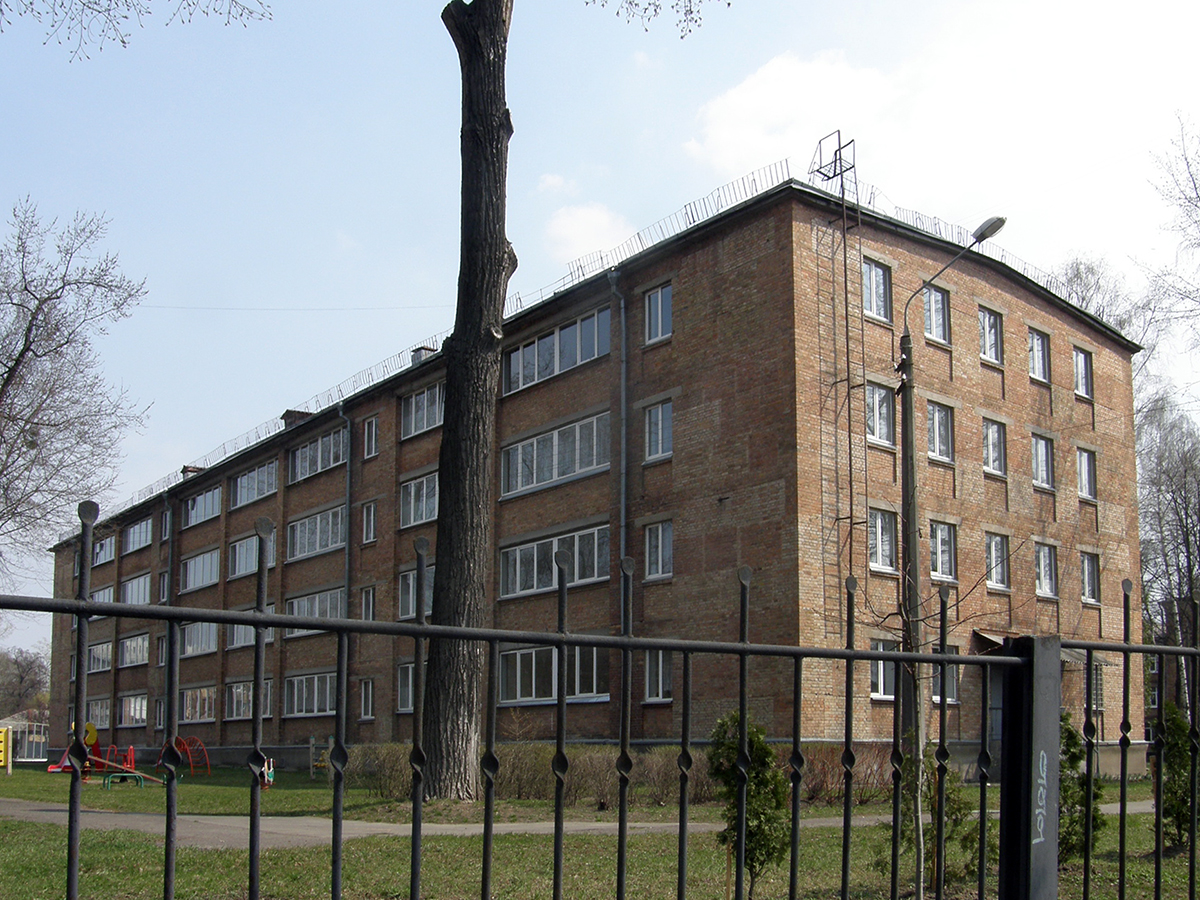
спальний корпус інтернату № 20 для туберкульозних, типовий проєкт 2-02-99, 1961 р.
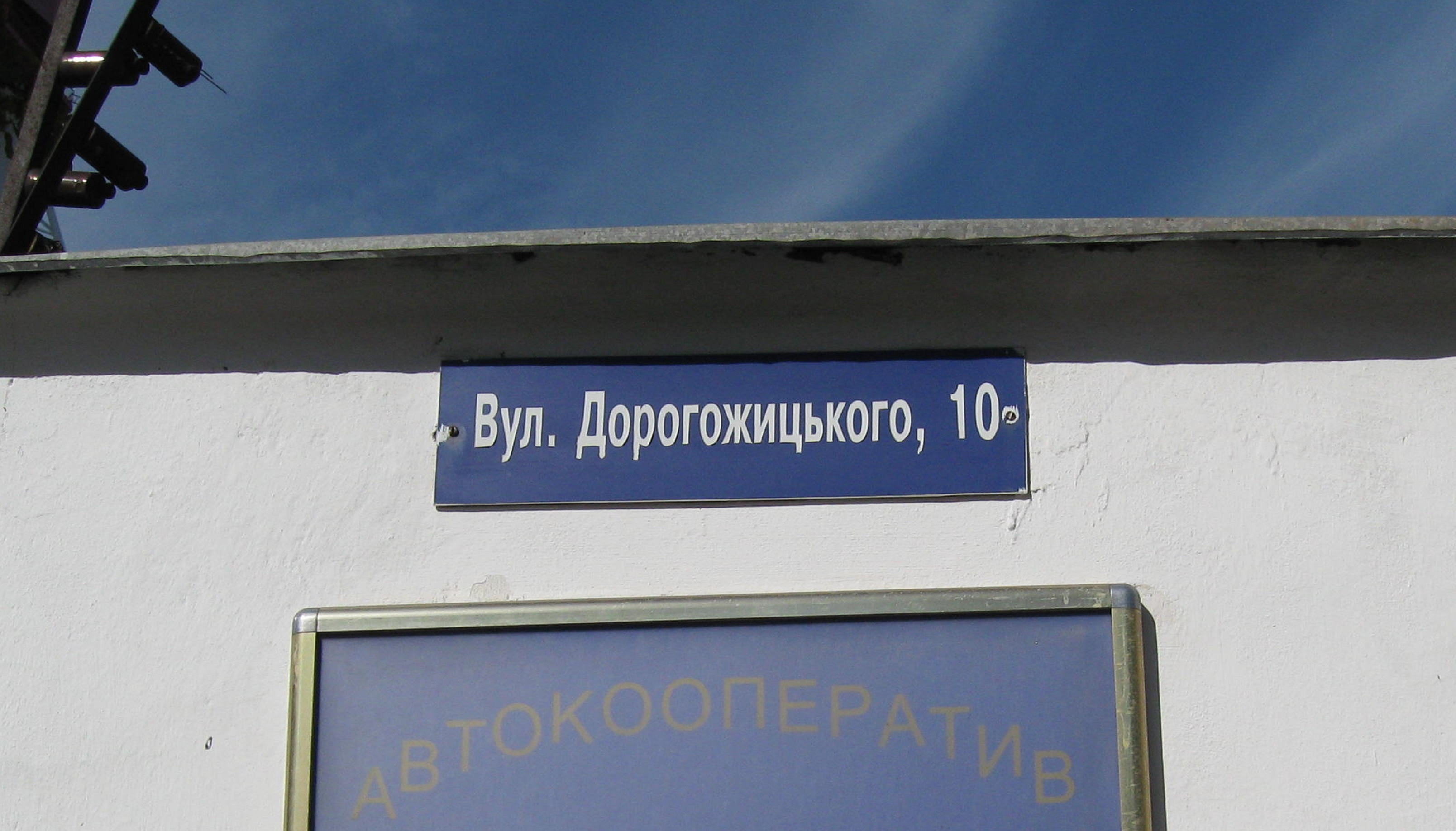
Табличка з помилковою назвою вулиці